# Grâces (prière)
Pour les articles homonymes, voir Grâces.
Ne doit pas être confondu avec Grâce (christianisme).
Les grâces sont une prière chrétienne qui se dit après le repas. Elle peut être récitée ou chantée, en latin ou en toute autre langue.
La prière dite avant le repas est le bénédicité, parfois improprement appelé « grâces ».
Voici un exemple d'action de grâces de tradition calviniste du XVIe siècle, en vers français :

« Père éternel, qui nous ordonnes

N'avoir souci du lendemain,

Des biens que pour ce jour nous donnes

Te remercions d'un cœur humain.

Or, puisqu'il t'a plut de ta main

Donner au corps manger et boire,

Plaise-toi du céleste pain

Paître nos âmes en ta gloire.

Louange à Dieu de tous ses biens

Qui nous nourrit comme enfants siens. »